# Cynoscephalae
Cynoscephalae (Grieks: Κυνός κεφαλαί, Canis Kefalae: "Hondenkoppen") is de oude benaming voor een heuvelrug in de Griekse landstreek Thessalië, gelegen tussen Pharsala en Pherae, waarvan de hoogste toppen liggen op een hoogte van ca. 725 meter. 
Wegens zijn strategische ligging was de heuvelrug in de oudheid tot tweemaal toe het decor van historische veldslagen:
1. in 364 v.Chr. vond hier de veldslag plaats tussen het leger van Alexander van Pherae en dat van de Boeotiërs onder Pelopidas (die hier sneuvelde);
2. in 197 v.Chr. werd Philippus V van Macedonië hier op beslissende wijze verslagen door de Romeinse legeraanvoerder Titus Quinctius Flamininus; zie Slag bij Cynoscephalae.